# Change UK
The Independent Group for Change (litt. « Le groupe indépendant pour le changement  »), souvent simplifié en Change UK, est un parti politique britannique ayant existé entre février et décembre 2019, principalement pour empêcher le Brexit.

## Historique

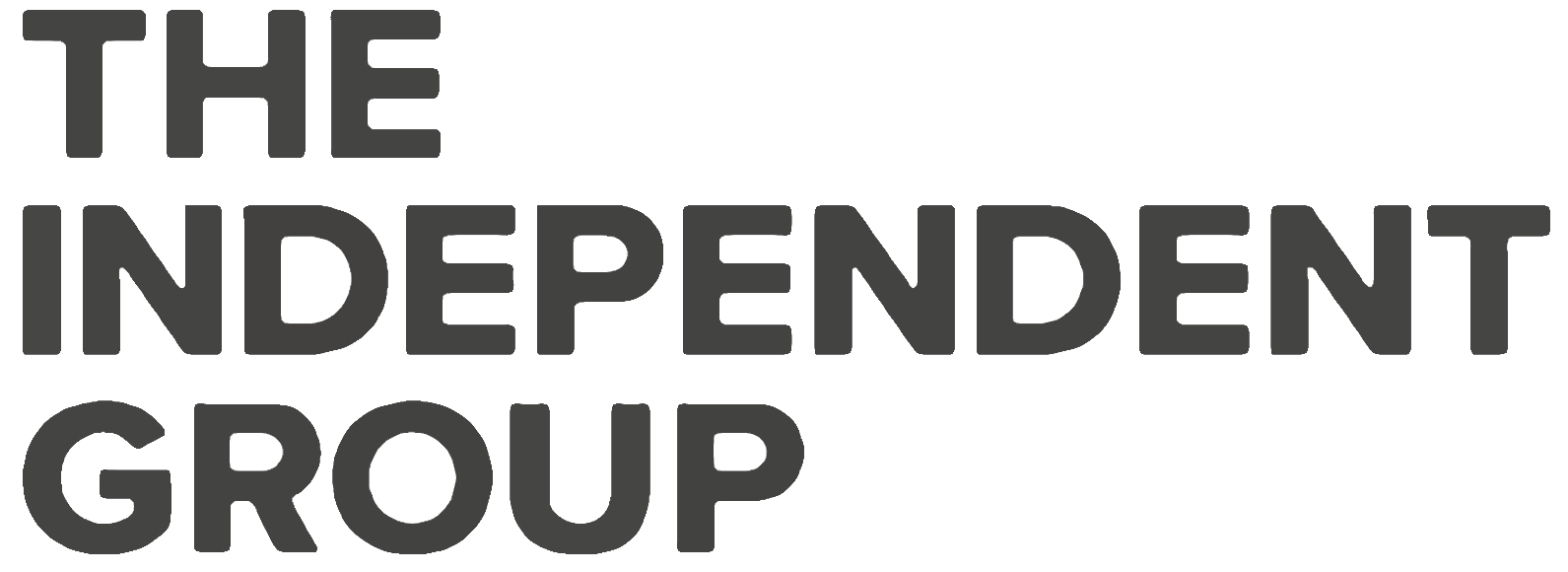
Premier logo.

Il est initié en tant que groupe parlementaire par sept membres de la Chambre des communes issus du Parti travailliste. Au 20 février 2019, il compte onze membres, issus des rangs du Parti travailliste et du Parti conservateur, et constitue à ce titre le quatrième groupe parlementaire britannique ex æquo avec celui des Libéraux-démocrates.
Après son échec aux élections européennes de 2019, le parti implose, plusieurs députés décidant de le quitter. Les quatre députés qui se présentent sous les couleurs du parti aux élections législatives en décembre (Anna Soubry, Gavin Shuker, Chris Leslie et Mike Gapes) perdent tous leur siège. Chuka Umunna,  Luciana Berger et Sarah Wollaston, tous trois un temps membres de Change UK, se présentent à ces élections sous l'étiquette des Libéraux-démocrates, et perdent eux aussi leur siège. Le 19 décembre, Anna Soubry annonce que le parti se dissoudra prochainement.

## Députés ayant été membres du groupe parlementaire
| Circonscription            | Nom             | Ancien parti | Ancien parti |
| -------------------------- | --------------- | ------------ | ------------ |
| South Cambridgeshire       | Heidi Allen     |              | Conservateur |
| Liverpool Wavertree        | Luciana Berger  |              | Travailliste |
| Stockport                  | Ann Coffey      |              | Travailliste |
| Ilford South               | Mike Gapes      |              | Travailliste |
| Nottingham East            | Chris Leslie    |              | Travailliste |
| Enfield North              | Joan Ryan       |              | Travailliste |
| Luton South                | Gavin Shuker    |              | Travailliste |
| Penistone and Stocksbridge | Angela Smith    |              | Travailliste |
| Broxtowe                   | Anna Soubry     |              | Conservateur |
| Streatham                  | Chuka Umunna    |              | Travailliste |
| Totnes                     | Sarah Wollaston |              | Conservateur |